# Copa Ciudad de Tigre
A Copa Ciudad de Tigre é um torneio tênis, que fez parte da série ATP Challenger Tour, realizado em 2017, realizado em piso duro, em Tigre, Buenos Aires, Argentina.

## Edições

### Simples
| Ano  | Campeão     | Finalista      | Placar        | Ref. |
| ---- | ----------- | -------------- | ------------- | ---- |
| 2017 | Taro Daniel | Leonardo Mayer | 5–7, 6–3, 6–4 |      |

### Duplas
| Ano  | Campeões                       | Finalistas                      | Placar                | Ref. |
| ---- | ------------------------------ | ------------------------------- | --------------------- | ---- |
| 2017 | Máximo González Andrés Molteni | Guido Andreozzi Guillermo Durán | 6–1, 6–7(8–6), [10–5] |      |